# Piretre

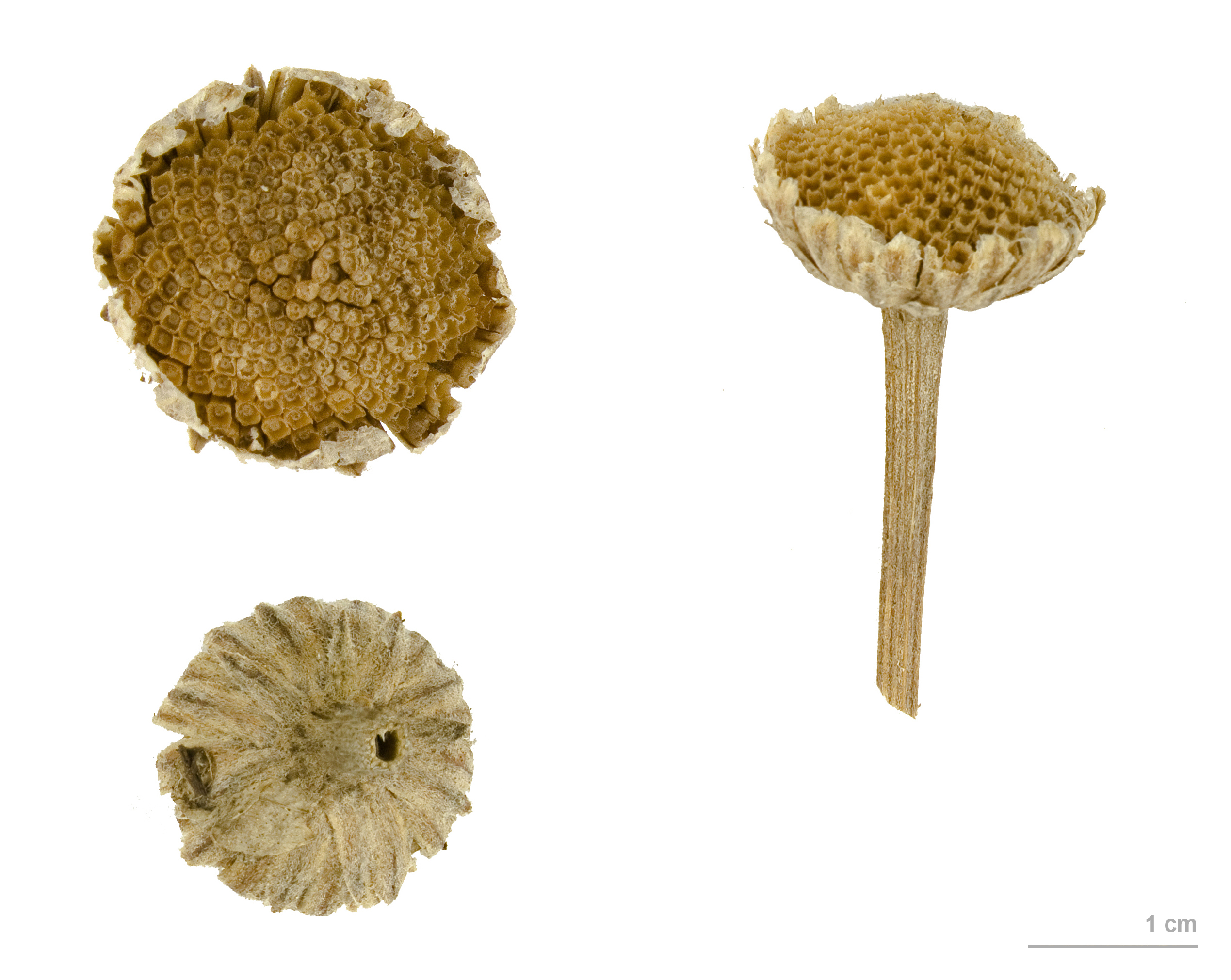
Tanacetum cinerariifolium - Inflorescències seques

El piretre (Chrysanthemum cinerariifolium antigament classificat com a Tanacetum cinerariifolium) és una planta de la família de les asteràcies que com d'altres espècies com ara C. coccineum són conreades per fer un insecticida biològic, la piretrina.
És originària de la costa de Dalmàcia. Tradicionalment el principal productor era Kenya però amb el temps, països com ara Colòmbia i Austràlia han cobrat importància.

## Descripció
Planta perenne semblant a una margarida, amb una sola tija de 30 a 45 cm. d'alçada, fulles simples pinnatilobades, piloses en el revers, flors en capítols inserits en un llarg peduncle, les flors centrals són de color groc i hermafrodites i les perifèriques blanques i femenines. Fruit en aqueni.

## Conreu
No és exigent ni en clima ni en qualitat del sòl però és una planta d'altura i només floreix de forma realment abundant a partir dels 1.600 metres. Es pot sembrar a la tardor o a la primavera. En ser la llavor molt menuda cal fer un planter previ i després trasplantar deixant unes 50.000 plantes per hectàrea. Cal controlar les males herbes que podrien "ofegar" la plantació. La collita es fa a mà o mecanitzada segant els capítols a la primavera i assecant-los tot seguit. La major collita es produeix al segon any decreixent a les posteriors. S'han estudiat casos de minva de la producció per acumulació d'espores fúngiques. El contingut mitjà de piretrina en el capítol floral és de l'1%.

## Producció mundial
| Producció en tones de flor seca Dades de FAOSTAT (FAO) |       |      |       |      |      |      |      |      |
|                                                        | 2000  | 2000 | 2005  | 2005 | 2010 | 2010 | 2015 | 2015 |
| Tanzània                                               | 1638  | 14%  | 1000  | 9%   | 3065 | 56%  | 6050 | 68%  |
| Papua-Nova Guinea                                      | 850   | 7%   | 1100  | 10%  | 1150 | 21%  | 1178 | 13%  |
| Ruanda                                                 | 420   | 4%   | 225   | 2%   | 7    | -    | 644  | 7%   |
| Itàlia                                                 | 300   | 3%   | 300   | 3%   | 300  | 5%   | 300  | 3%   |
| Kènia                                                  | 8000  | 68%  | 8000  | 72%  | 462  | 8%   | 279  | 3%   |
| Equador                                                | 100   | 1%   | 115   | 1%   | 125  | 2%   | 144  | 2%   |
| Marroc                                                 | 200   | 2%   | 200   | 2%   | 186  | 3%   | 186  | 2%   |
| Tunísia                                                | 200   | 2%   | 200   | 2%   | 172  | 3%   | 166  | 2%   |
| Total                                                  | 11708 | 100  | 11140 | 100% | 5467 | 100% | 8947 | 100% |